# Adelaida Montañés Soriano
Adelaida Montañés Soriano   (Santander, 1839 - Ciutat de Mèxic, 20 de novembre de 1898) va ser una actriu i cantant d'òpera i sarsuela espanyola.
Va ser filla dels actors Joaquín Montañés i María Soriano, així com germana de la també cantant d'òpera i actriu Consuelo Montañés. Va formar part de la companyia del Teatro del Circo de Madrid, de la qual va sortir-se'n a inicis de 1861, juntament amb la seva mare, per passar a la companyia del Teatro de la Zarzuela. La temporada de 1861-1862 actuava a la companyia contractada pel Teatre de la Santa Creu de Barcelona. Tanmateix, el setembre de 1862 consta que era la primera soprano còmica del Teatro del Circo de Madrid, després de les sopranos Trinidad Ramos i Elisa Villó.
Va visitar i actuar a Mèxic des de 1882, any que va arribar un quadre de sarsuela format per Isidoro Pastor, Julia Aced, entre d'altres, que acompanyaven l'orquestra Estudiantina Española Fígaro, portats per l'empresa Cantelis. Després de marxar l'orquestra, Montañés i la resta hi van romandre i van actuar al Teatre Principal de Mèxic. Montañés va assolir molt d'èxit a Mèxic i encara va continuar diversos anys al país, per exemple, interpretant el paper de Beatriz a El día y la noche al Teatre Arbeu, a la mateixa ciutat, el 1884, entre altres obres, algunes considerades baixa qualitat i per a públics pocs exigents, les quals, tanmateix, no va menysprear. Continuà actuant els anys següents sempre com actriu còmica en òperes i operetes. El 1888 va actuar al Teatre Nacional de Mèxic interpretant les cobles de Mengilda a l'obra La Gran Vía, on va destacar de manera destacada, i encara va actuar de nou al Nacional el 1890, i posteriorment va marxar del país.